# Waterfall Remix
A Waterfall Remix a holland Atlantic Ocean nevű együttes 1993-as első debütáló dalának 1996-os remixe, amelynek Írországban, Skóciában, és az Egyesült Királyságban volt slágerlistás helyezése. Albumra nem került fel.

## Megjelenések
CD Maxi Single  Európa Virgin – 7243 894015 2 3
1. Waterfall (Original Netherlands Mix 7" Radio Edit) 3:21
2. Waterfall (12" Original Netherlands Mix) 5:01
3. Waterfall (W.I.P. Remix) 7:20 Remix, Producer [Additional] – W.I.P.

## Slágerlista
| Slágerlista (1996)              | Legjobb helyezés |
| ------------------------------- | ---------------- |
| Ír slágerlista                  | 29               |
| Brit kislemezlista              | 21               |
| Scotish Singles and Album Chart | 27               |